# Šarlote Šķēle
Šarlote Šķēle (ur. 29 marca 2001) – łotewska skoczkini narciarska. Reprezentantka Łotwy, rekordzistka tego kraju w długości skoku narciarskiego kobiet, a także pierwsza i jedyna w historii zawodniczka z Łotwy, która zdobyła punkty w zawodach międzynarodowych organizowanych przez Międzynarodową Federację Narciarską (FIS) w tej dyscyplinie sportu. Mistrzyni świata dzieci z 2012 roku i dwukrotna wicemistrzyni (2011 i 2013).

## Przebieg kariery

### Początki kariery
Šķēle w swojej karierze trzykrotnie zdobywała medale mistrzostw świata dzieci rozgrywanych co roku latem w niemieckim Garmisch-Partenkirchen. W 2012 roku została mistrzynią świata dzieci w kategorii do lat 12. W 2011 roku została wicemistrzynią świata dzieci w kategorii do lat 11, a 2 lata później osiągnęła taki sam sukces w kategorii do lat 13.
Šķēle jest również rekordzistką kilku skoczni narciarskich: Zakucie K-20 w Zagórzu (23 metry, letni rekord), Mustamäe K-25 w estońskim Tallinnie (21,5 metra, zimowy rekord), Tramplīns K-15 w łotewskim Ogrē (13,5 metra, letni rekord), a także byłą rekordzistką skoczni Andsumä Suusahüppemägi K-30 w estońskim Võru (27,5 metra, zimowy rekord).

### Sezon 2013/2014
Latem 2013 roku, podczas obozu treningowego we włoskim Val di Fiemme, na skoczni K-90 ustanowiła rekord Łotwy w długości skoku narciarskiego kobiet, uzyskując odległość 85 metrów.
Šķēle w oficjalnych zawodach międzynarodowych organizowanych przez FIS zadebiutowała we wrześniu 2013 roku. Wystąpiła wówczas w 2 konkursach cyklu FIS Cup rozgrywanych w rumuńskim Râșnovie na skoczni HS71. 28 września, w pierwszych zawodach, oddała skoki na odległość 57 i 56 metrów, jednak została zdyskwalifikowana w pierwszej serii za niezgodny z przepisami kombinezon, ostatecznie zajmując 12. pozycję wśród 13 zawodniczek. Dzień później dwukrotnie uzyskała odległość 58,5 metra, dzięki czemu w gronie 14 skoczkiń uplasowała się na 9. miejscu.
W obu tych konkursach Šķēle zdobyła łącznie 58 punktów do klasyfikacji generalnej cyklu, co uczyniło ją pierwszą łotewską skoczkinią narciarską, która zdobyła tego typu punkty. Uzyskane punkty pozwoliły jej zająć w sezonie 2013/2014 39. pozycję w klasyfikacji generalnej cyklu FIS Cup, ex aequo z Rosjanką Iriną Awwakumową.

### Sezon 2014/2015
W oficjalnych zawodach międzynarodowych organizowanych przez FIS wystąpiła ponownie w lipcu 2014 roku w austriackim Villach, podczas konkursów FIS Cupu na skoczni HS98. W pierwszym konkursie, rozegranym 12 lipca, oddała skok na odległość 66,5 metra i, w wyniku niskich not sędziowskich za styl, zajęła ostatnią, 39. pozycję. Dzień później, 13 lipca, uzyskała odległość 68 metrów i ponownie nie awansowała do drugiej serii, zajmując tym razem 35. miejsce.

### Sezon 2015/2016
24 września 2015 Šķēle zadebiutowała w zawodach Pucharu Karpat. W rumuńskim Râșnovie, po skokach na odległość 50,5 i 49,5 metra zajęła 8. pozycję. Dzień później także uplasowała się na tym samym miejscu po oddaniu skoków na odległość 52 i 53 metrów. W obu konkursach zgromadziła w sumie 64 punkty, które pozwoliły jej uplasować się na 8. miejscu klasyfikacji generalnej tego cyklu w sezonie 2015/2016.
26 i 27 września 2015, także w Râșnovie, wystąpiła w dwóch konkursach FIS Cupu. W pierwszym, po uzyskaniu odległości 64 i 58 metrów, zajęła 11. miejsce, a w drugim, po skokach na odległość 62,5 i 64,5 metra, uplasowała się na 13. pozycji. Łącznie w obu tych zawodach zgromadziła 42 punkty do klasyfikacji generalnej cyklu w sezonie 2015/2016, dzięki czemu została w niej ostatecznie sklasyfikowana na 38. miejscu.
26 lutego 2016 Šķēle zajęła 7. miejsce w konkursie indywidualnym dziewcząt w ramach mistrzostw krajów nordyckich juniorów w miejscowości Otepää. Dzień, wraz ze swoim rodakiem – Markussem Vinogradovsem, wystąpiła w konkursie drużynowym mężczyzn, gdzie ich zespół uzyskał drugi rezultat w młodszej kategorii wiekowej, jednak nie został sklasyfikowany ze względu na fakt, iż w rywalizacji tej drużyny mieszane (kobieta i mężczyzna) startowały poza konkurencją.
5 marca 2016 Šķēle zajęła 2. miejsce w konkursie indywidualnym kobiet podczas mistrzostw Estonii, jednak nie otrzymała medalu tej imprezy (te przyznano tylko Estonkom).

### Miejsca w poszczególnych konkursachLetniego Pucharu Kontynentalnego
stan po zakończeniu LPK 2021
| 2016                                                         |                |             |        |        |        |        |        |        |        |        |        |
| Oberwiesenthal                                               | Oberwiesenthal | Lillehammer | punkty | punkty | punkty | punkty | punkty | punkty | punkty | punkty | punkty |
| 45                                                           | 46             | -           | 0      | 0      | 0      | 0      | 0      | 0      | 0      | 0      | 0      |
| Legenda                                                      |                |             |        |        |        |        |        |        |        |        |        |
| 1 2 3 4-10 11-30 poniżej 30 - − zawodniczka nie wystartowała |                |             |        |        |        |        |        |        |        |        |        |

### Miejsca w klasyfikacji generalnej
| Sezon     | Miejsce |
| --------- | ------- |
| 2013/2014 | 39.     |
| 2015/2016 | 35.     |
| 2016/2017 | 37.     |
| 2017/2018 | 60.     |

### Miejsca w poszczególnych konkursachFIS Cup
stan po zakończeniu sezonu 2020/2021
| Sezon 2013/2014                                                                   |         |              |              |            |            |              |              |              |              |          |         |        |        |        |        |        |        |        |        |        |        |        |        |        |        |        |        |        |        |
| Villach                                                                           | Villach | Frenštát     | Frenštát     | Râșnov     | Râșnov     | Râșnov       | Râșnov       | punkty       | punkty       | punkty   | punkty  | punkty | punkty | punkty | punkty | punkty | punkty | punkty | punkty | punkty | punkty | punkty | punkty | punkty | punkty | punkty |        |        |        |
| -                                                                                 | -       | -            | -            | 12         | 9          | -            | -            | 51           | 51           | 51       | 51      | 51     | 51     | 51     | 51     | 51     | 51     | 51     | 51     | 51     | 51     | 51     | 51     | 51     | 51     | 51     |        |        |        |
| Sezon 2014/2015                                                                   |         |              |              |            |            |              |              |              |              |          |         |        |        |        |        |        |        |        |        |        |        |        |        |        |        |        |        |        |        |
| Villach                                                                           | Villach | Hinterzarten | Hinterzarten | Frenštát   | Frenštát   | Râșnov       | Râșnov       | Hinterzarten | Hinterzarten | punkty   | punkty  | punkty | punkty | punkty | punkty | punkty | punkty | punkty | punkty | punkty | punkty | punkty | punkty | punkty | punkty | punkty | punkty | punkty |        |
| 39                                                                                | 35      | -            | -            | -          | -          | -            | -            | -            | -            | 0        | 0       | 0      | 0      | 0      | 0      | 0      | 0      | 0      | 0      | 0      | 0      | 0      | 0      | 0      | 0      | 0      | 0      | 0      |        |
| Sezon 2015/2016                                                                   |         |              |              |            |            |              |              |              |              |          |         |        |        |        |        |        |        |        |        |        |        |        |        |        |        |        |        |        |        |
| Villach                                                                           | Villach | Szczyrk      | Szczyrk      | Râșnov     | Râșnov     | Harrachov    | Harrachov    | punkty       | punkty       | punkty   | punkty  | punkty | punkty | punkty | punkty | punkty | punkty | punkty | punkty | punkty | punkty | punkty | punkty | punkty | punkty | punkty |        |        |        |
| -                                                                                 | -       | -            | -            | 11         | 13         | -            | -            | 44           | 44           | 44       | 44      | 44     | 44     | 44     | 44     | 44     | 44     | 44     | 44     | 44     | 44     | 44     | 44     | 44     | 44     | 44     |        |        |        |
| Sezon 2016/2017                                                                   |         |              |              |            |            |              |              |              |              |          |         |        |        |        |        |        |        |        |        |        |        |        |        |        |        |        |        |        |        |
| Villach                                                                           | Villach | Szczyrk      | Szczyrk      | Einsiedeln | Einsiedeln | Hinterzarten | Hinterzarten | Râșnov       | Râșnov       | Notodden | punkty  | punkty | punkty | punkty | punkty | punkty | punkty | punkty | punkty | punkty | punkty | punkty | punkty | punkty | punkty | punkty | punkty | punkty | punkty |
| 35                                                                                | 29      | 19           | 20           | -          | -          | -            | -            | dq           | 5            | -        | 70      | 70     | 70     | 70     | 70     | 70     | 70     | 70     | 70     | 70     | 70     | 70     | 70     | 70     | 70     | 70     | 70     | 70     | 70     |
| Sezon 2017/2018                                                                   |         |              |              |            |            |              |              |              |              |          |         |        |        |        |        |        |        |        |        |        |        |        |        |        |        |        |        |        |        |
| Villach                                                                           | Villach | Kandersteg   | Kandersteg   | Râșnov     | Râșnov     | Whistler     | Whistler     | Rastbüchl    | Rastbüchl    | Villach  | Villach | Falun  | punkty |        |        |        |        |        |        |        |        |        |        |        |        |        |        |        |        |
| -                                                                                 | -       | -            | -            | 13         | 13         | -            | -            | -            | -            | -        | -       | -      | 40     |        |        |        |        |        |        |        |        |        |        |        |        |        |        |        |        |
| Legenda                                                                           |         |              |              |            |            |              |              |              |              |          |         |        |        |        |        |        |        |        |        |        |        |        |        |        |        |        |        |        |        |
| 1 2 3 4-10 11-30 poniżej 30 dq – dyskwalifikacja - − zawodniczka nie wystartowała |         |              |              |            |            |              |              |              |              |          |         |        |        |        |        |        |        |        |        |        |        |        |        |        |        |        |        |        |        |

### Miejsca w klasyfikacji generalnej
| Sezon     | Miejsce |
| --------- | ------- |
| 2015/2016 | 8.      |

### Miejsca w poszczególnych konkursach Pucharu Karpat
stan po zakończeniu sezonu 2016/2017
| Sezon 2015/2016             |        |        |        |        |        |        |        |        |        |        |
| Râşnov                      | Râşnov | punkty | punkty | punkty | punkty | punkty | punkty | punkty | punkty | punkty |
| 8                           | 8      | 64     | 64     | 64     | 64     | 64     | 64     | 64     | 64     | 64     |
| Legenda                     |        |        |        |        |        |        |        |        |        |        |
| 1 2 3 4-10 11-30 poniżej 30 |        |        |        |        |        |        |        |        |        |        |